# 野幌美幸町
野幌美幸町（のっぽろみゆきちょう）とは、北海道江別市の町丁。郵便番号は069-0804。人口は1,208人、世帯数は582世帯（2023年12月1日現在）。丁目の設定のない単独町名である。住居表示は全域で未実施。

## 地理
野幌美幸町は函館本線の北西部に位置し、町内を道央自動車道が縦断している。

## 歴史

### 年表
- 1987年（昭和62年）
  - 9月7日 - 「元野幌」の一部が「野幌美幸町」に町名地番変更[5]。
- 1990年（平成2年）
  - 2月16日 - 「元野幌」の一部が「野幌美幸町」に町名地番変更[5]。

### 町名の変遷
町名の変遷は以下の通りである。
| 実施後     | 実施年月日    | 実施前（各町名ともその一部） |
| ---------- | ------------- | ---------------------------- |
| 野幌美幸町 | 1987年9月7日  | 元野幌                       |
| 野幌美幸町 | 1990年2月16日 | 元野幌                       |

## 世帯数と人口
2023年（令和5年）12月1日現在の世帯数と人口は以下の通りである。
| 町丁       | 世帯    | 人口    |
| ---------- | ------- | ------- |
| 野幌美幸町 | 582世帯 | 1,208人 |
| 計         | 582世帯 | 1,208人 |

### 人口の変遷
国勢調査による人口の推移。
| 1995年（平成7年）  | 1,227人 | [ 6 ]  |  |
| 2000年（平成12年） | 1,375人 | [ 7 ]  |  |
| 2005年（平成17年） | 1,367人 | [ 8 ]  |  |
| 2010年（平成22年） | 1,311人 | [ 9 ]  |  |
| 2015年（平成27年） | 1,264人 | [ 10 ] |  |
| 2020年（令和2年）  | 1,213人 | [ 11 ] |  |

### 世帯数の変遷
国勢調査による世帯数の推移。
| 1995年（平成7年）  | 355世帯 | [ 6 ]  |  |
| 2000年（平成12年） | 430世帯 | [ 7 ]  |  |
| 2005年（平成17年） | 484世帯 | [ 8 ]  |  |
| 2010年（平成22年） | 489世帯 | [ 9 ]  |  |
| 2015年（平成27年） | 507世帯 | [ 10 ] |  |
| 2020年（令和2年）  | 507世帯 | [ 11 ] |  |

## 小・中学校の通学区
小・中学校の通学区は以下の通り。
| 町丁       | 字・番地                     | 小学校         | 中学校         |
| ---------- | ---------------------------- | -------------- | -------------- |
| 野幌美幸町 | 1番地-32番地、37番地-38番地  | 江別第二小学校 | 江別第二中学校 |
| 野幌美幸町 | 33番地-36番地、39番地-40番地 | 大麻泉小学校   | 大麻東中学校   |

## 施設

### 公園
- つつじ公園（野幌美幸町26-12）[13]
- ほのぼの公園（野幌美幸町4）[13]

### 企業・店舗
- 江別天然温泉 湯の花 江別殿（野幌美幸町33）[14]

## 交通

### 鉄道
- 鉄道駅は町内には存在しない[15]。最寄り駅は函館本線の野幌駅[15]。
  -  北海道旅客鉄道
    - ■函館本線

### バス
- 町内に北海道中央バスの路線がある[16]。

### 道路
一般国道
- 町内に一般国道は存在しない[17]。

一般道道
- 町内に一般道道は存在しない[17]。

都市計画道路
- 3・3・303 3番通[17][18]
- 3・4・312 4番通[17][18]
- 3・4・344 10丁目通[19][20]